# Чорна котяча акула великорила
Чорна котяча акула великорила (Apristurus macrorhynchus) — акула з роду Чорна котяча акула родини Котячі акули. Інша назва «пласкоголова котяча акула».

## Опис
Загальна довжина 67,4 см. Голова помірного розміру. Рило коротке, проте доволі широке, нагадує формою дзвін. Звідси походить назва цієї акули. Очі маленькі (у дорослих особин становлять 3% довжини тіла акули) з мигальною перетинкою. За ними розташовані невеличкі бризкальця. Надочний сенсорний канал переривчастий. Ніздрі широкі (трохи більше відстані між ними), у середній частині прикриті носовими клапанами, завдяки чому складається враження, що в акули 4 ніздрі. Верхні губні борозни подовжені, більші за нижні. Рот широкий, зігнутий. Зуби дрібні з багатьма верхівками, з яких центральна гостра й найдовша, 2—4 бокові верхівки є низенькими. У неї 5 пар дуже коротких зябрових щілин. Тулуб відносно тонкий, звужується до голови. Шкіряна луска дрібна та гладенька, щільно розташована на шкірі. Грудні плавці великі. Спіральний клапан шлунка має 13—22 витків. Має 2 спинні плавці, які розташовані ближче до хвоста. Задній плавець трохи більше за передній. Черевні плавці низькі, широкі, з округлими кінчиками. Анальний плавець доволі довгий й дуже широкий. Хвостовий плавець вузький і подовжений з добре розвиненою верхньою лопаттю на відміну від нижньої.
Забарвлення спини світло-сіро-коричневе. Черево та плавці мають білуватий колір.

## Спосіб життя
Тримається на глибинах до 500 м, на континентальному і острівному шельфах. Доволі млява й повільна акула. Полює біля дна, є бентофагом. Живиться креветками, дрібними крабами, омарами, морськими червами, глибоководними кальмарами, дрібною костистою рибою.
Це яйцекладна акула. Самиця відкладає 1 яйце з твердою та товстою оболонкою. З боків є вусики, якими чіпляється до ґрунту й водоростей.
М'ясо їстівне, проте промислового вилову не ведеться.

## Розповсюдження
Мешкає біля узбережжя о. Хонсю (Японія), Китаю і Тайваню. Її ареал розташовано між 34—21° півн. широти.